# Bolesław Piecha
Pour les articles homonymes, voir Piecha.
Bolesław Grzegorz Piecha, né le 19 septembre 1954 à Rybnik, est un homme politique polonais, membre de Droit et justice (PiS).